# Crazy Heart
Crazy Heart es una película estadounidense de drama musical de 2009, escrita y dirigida por Scott Cooper y basada en la novela de Thomas Cobb del mismo nombre. Está protagonizada por Jeff Bridges, quien interpreta a un cantante de música country que se enamora de una joven periodista, encarnada por Maggie Gyllenhaal, en medio de una caída en su carrera como compositor, y el cambio en su vida que de ella deriva. La película fue comprada para su distribución por Fox Searchlight Pictures, que hizo su lanzamiento limitado en los cines de Estados Unidos el 16 de diciembre de 2009.

## Resumen
Bad Blake es un cantante de música country destrozado y con una dura vida que ha pasado por demasiados matrimonios, demasiados años en la carretera y demasiada bebida. Y sin embargo, Bad no puede evitar buscar la salvación con la ayuda de Jean, una periodista que descubre al verdadero hombre detrás del músico. Mientras lucha en el camino de su redención, Bad aprende por las malas lo dura que puede ser la vida en el corazón loco de un hombre.
A la edad de cincuenta y siete años, Bad sigue viviendo su vida en la carretera, tocando viejos éxitos, números uno en garitos y salas de bolos de tercera categoría para públicos tan borrachos y tiernos como él, mientras su efímera fama se desliza cada vez más hacia la oscuridad. A lo más que puede aspirar estos días es a ser telonero de un gran concierto de su joven protegido Tommy Sweet, que ha aprendido todo lo que sabe de Bad, sólo que Tommy, a diferencia de Bad, se las ha arreglado para convertirse en rico y famoso.
Una presentación lleva a otra, hasta que una noche en Santa Fe, Nuevo México, Bad conoce a una periodista local, Jean Craddock, y se derrite por ella más de lo habitual. Bad no puede prometer nada a Jean y, como madre soltera y con muchas cosas que lamentar, ésta sabe que a pesar de encontrar a un hombre que la seduce sin emplear artilugios, sería una tonta si le creyera. Sin embargo, ambos se sienten atraídos y comienzan a entregarse el uno en los brazos del otro.
Pero, ¿puede Bad, que apenas logra mantener su propia cabeza a flote ante los problemas, realmente hacerse cargo de otra persona, que además tiene un niño de cuatro años? Su intento se convierte en un retrato valiente y emotivo de un hombre que afronta y acepta sus propias limitaciones, completamente humanas, ante la última oportunidad de un dulce atisbo de redención.

## Elenco
- Jeff Bridges como Otis "Bad" Blake.
- Maggie Gyllenhaal como Jean Craddock.
- Colin Farrell como Tommy Sweet.
- Robert Duvall como Wayne Kramer.
- Paul Herman como Jack Greene.
- Jack Nation como Buddy, el hijo de Jean.
- Ryan Bingham como Tony, de "Tony and the Renegades", la banda de Bad en los bolos.
- Rick Dial como Wesley Barnes, el tío de Jean, pianista de Santa Fe.

## Canciones
| N.º   | Título                                    | Escritor(es)                                               | Interpretada por            | Duración |  |
| 1.    | «Hold On You»                             | Stephen Bruton, T-Bone Burnett, John Goodwin, Bob Neuwirth | Jeff Bridges                | 2:53     |  |
| 2.    | «Hello Trouble»                           | Orville Couch, Eddie McDuff                                | Buck Owens                  | 1:52     |  |
| 3.    | «My Baby's Gone»                          | Hazel Houser                                               | The Louvin Brothers         | 2:46     |  |
| 4.    | «Somebody Else»                           | Bruton, Burnett                                            | Jeff Bridges                | 4:38     |  |
| 5.    | «I Don't Know»                            | Bruton, Burnett                                            | Ryan Bingham                | 2:23     |  |
| 6.    | «Fallin' & Flyin'»                        | Bruton, Gary Nicholson                                     | Jeff Bridges                | 3:02     |  |
| 7.    | «I Don't Know»                            | Bruton, Burnett                                            | Jeff Bridges                | 2:15     |  |
| 8.    | «Once a Gambler»                          | Sam Hopkins                                                | Lightnin' Hopkins           | 4:55     |  |
| 9.    | «Are You Sure Hank Done It This Way»      | Waylon Jennings                                            | Waylon Jennings             | 2:55     |  |
| 10.   | «Fallin' & Flyin'»                        | Bruton, Nicholson                                          | Colin Farrell, Jeff Bridges | 2:42     |  |
| 11.   | «Gone, Gone, Gone»                        | Ryan Bingham, Burnett                                      | Colin Farrell               | 2:39     |  |
| 12.   | «If I Needed You»                         | Townes Van Zandt                                           | Townes Van Zandt            | 3:26     |  |
| 13.   | «Reflecting Light»                        | Sam Phillips                                               | Sam Phillips                | 3:21     |  |
| 14.   | «Live Forever»                            | Billy Joe Shaver, Eddy Shaver                              | Robert Duvall               | 0:50     |  |
| 15.   | «Brand New Angel»                         | Greg Brown                                                 | Jeff Bridges                | 3:48     |  |
| 16.   | «The Weary Kind» (Theme from Crazy Heart) | Bingham, Burnett                                           | Ryan Bingham                | 4:18     |  |
| 48:43 |                                           |                                                            |                             |          |  |

## Premios y nominaciones

### Premios Óscar
| Año  | Categoría               | Nominado(a)                 | Resultado |
| ---- | ----------------------- | --------------------------- | --------- |
| 2009 | Mejor Actor             | Jeff Bridges                | Ganador   |
| 2009 | Mejor Actriz de Reparto | Maggie Gyllenhaal           | Candidata |
| 2009 | Mejor Canción           | Ryan Bingham T Bone Burnett | Ganadores |

### Premios BAFTA
| Año  | Categoría             | Nominado(a)                   | Resultado  |
| ---- | --------------------- | ----------------------------- | ---------- |
| 2009 | Mejor Actor           | Jeff Bridges                  | Candidato  |
| 2009 | Mejor Música Original | Stephen Bruton T-Bone Burnett | Candidatos |

### Premios Globo de Oro
| Año  | Categoría                    | Nominado(a)                 | Resultado |
| ---- | ---------------------------- | --------------------------- | --------- |
| 2010 | Mejor Actor - Drama          | Jeff Bridges                | Ganador   |
| 2010 | Mejor Canción The Weary Kind | Ryan Bingham T Bone Burnett | Ganadores |

### Premios del Sindicato de Actores
| Año  | Categoría   | Nominado(a)  | Resultado |
| ---- | ----------- | ------------ | --------- |
| 2009 | Mejor Actor | Jeff Bridges | Ganador   |